# Río Chuscha
Río Chuscha är ett vattendrag i Argentina.   Det ligger i provinsen Tucumán, i den norra delen av landet, 1 100 km nordväst om huvudstaden Buenos Aires.
I omgivningarna runt Río Chuscha växer i huvudsak lövfällande lövskog. Runt Río Chuscha är det mycket glesbefolkat, med 5 invånare per kvadratkilometer.